# Saint-Ferréol-de-Comminges
Saint-Ferréol-de-Comminges település Franciaországban, Haute-Garonne megyében. Lakosainak száma 60 fő (2022. január 1.). Saint-Ferréol-de-Comminges Montesquieu-Guittaut, Nénigan, Péguilhan és Puymaurin községekkel határos.

## Népesség
A település népessége az elmúlt években az alábbi módon változott:
| Lakosok száma | 85   | 67   | 63   | 56   | 43   | 48   | 58   | 60   | 61   | 60   |
|               | 1968 | 1982 | 1990 | 2006 | 2013 | 2015 | 2017 | 2019 | 2020 | 2022 |